# Trachytalis
Trachytalis  (лат.) — род равнокрылых насекомых из семейства горбаток (Membracidae).
Неотропика и Неарктика. Длина около 3 мм.
Голова и пронотум грубо пунктированы. Пронотум простой, без боковых и спинных выступов и шипов; задний выступ лишь слегка может покрывать передние крылья. Жилка R 2+3 в передних крыльях представлена только как маргинальная жилка; в задних крыльях жилка R 2+3 редуцирована или отсутствует; развита поперечная жилка r-m
.

## Систематика
2 вида
- Trachytalis distinguenda Fowler, 1895 — Панама
- Trachytalis isabellina Fowler, 1895 — Мексика